# Neukirchstockach
Neukirchstockach ist ein Ortsteil der Gemeinde Brunnthal im oberbayerischen Landkreis München. 

## Geographie
Die Siedlung liegt circa zweieinhalb Kilometer nördlich von Brunnthal. Der Ort liegt unmittelbar westlich der Staatsstraße 2078, die als Rosenheimer Landstraße benannt ist. Wenige hundert Meter nördlich liegt die Anschlussstelle Ottobrunn der A 99 (Autobahnring München). 

## Geschichte
Von 175 Einwohnern im Jahr 1950 stieg die Einwohnerzahl auf 298 bei der Volkszählung 1987. 

## Infrastruktur
In der Gemeinde wird der größte Anteil an regenerativem Strom, nämlich 83 Prozent, mittels der Geothermieanlage Neukirchstockach Süd erzeugt.